# David Daggett
David Daggett (Attleboro, 1764. december 31. – New Haven, 1851. április 12. vagy 1851. április 21.) az Amerikai Egyesült Államok szenátora (Connecticut, 1813–1819).